# CD226
CD226 — мембранный белок, гликопротеин суперсемейства иммуноглобулинов, продукт гена человека CD226.

## Структура
CD226 состоит из 336 аминокислот, молекулярная масса белковой части 38 614 Да. После гликозилирования масса белка — около 65 кДа. Содержит 2 Ig-подобных домена типа V.

## Функции
CD226 экспрессирован на поверхности естественных киллеров, тромбоцитов, моноцитов и субпопуляции T-лимфоцитов. CD226 играет роль рецептора в адгезии клеток, на которых расположены его лиганды CD112 and CD155. Перешивка CD226 с помощью антител к белку приводит к активации клеток.
Белок участвует в межклеточной адгезии, лимфоцитарном передаче сигнала, цитотоксичности и продукции цитокинов цитотоксическими Т-лимфоцитами и естественными киллерами. Является рецептором для NECTIN2 (CD112), после связывания с которым стимулирует пролиферацию T-лимфоцитов и продукцию таких цитокинов как интерлейкин 2, -5, -10, -13 и интерферон гамма. Конкурирует с PVRIG за связывание с NECTIN2.